# Bouleuterion

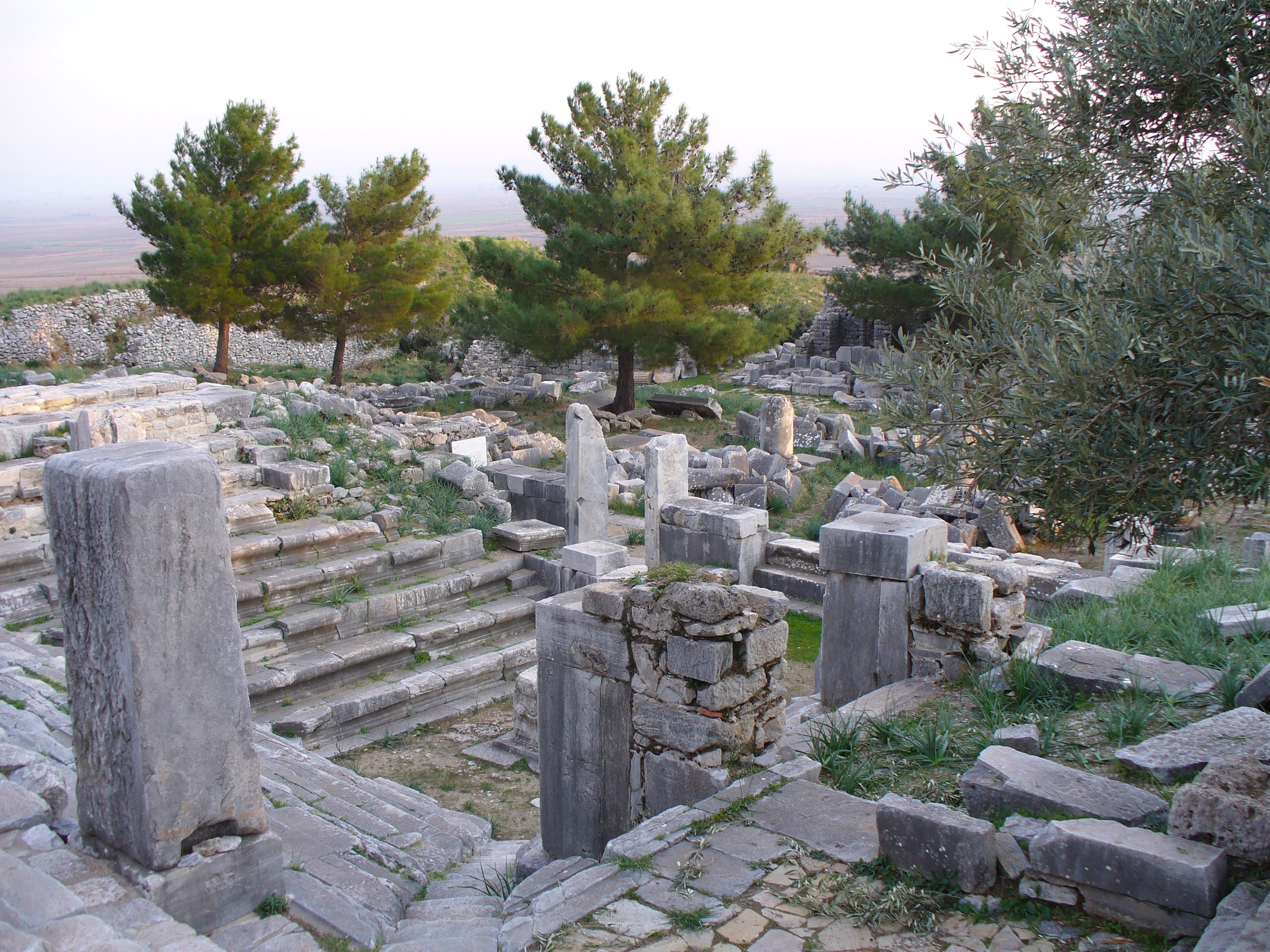
Il bouleuterion di Priene

Il bouleuterion era un edificio che ospitava il consiglio (boulé) della polis nell'antica Grecia. Si sono conservati diversi resti di questi edifici nelle antiche città della Grecia o nelle colonie greche.

## Caratteri generali
La parola deriva dal boulé con il suffisso -tèrion, che indica il luogo in cui si svolge un'attività. Il nome del consiglio cittadino poteva tuttavia variare da città a città: a Messene era chiamato synèdrion e a Nysa geròntikon. Come le altre costruzioni dedicate alle attività politiche cittadine era in genere annesso alla principale piazza cittadina, l'agorà. L'edificio era generalmente a pianta quadrata e al suo interno conteneva sedili su più file, interrotti da sostegni per il tetto. I gradini dei sedili potevano essere allineati alle pareti, o disposti su tre lati a π (il miglior esempio è quello di Priene, della fine del II secolo a.C.), mentre il nuovo bouleterion di Atene (fine del V secolo a.C.) presentava per la prima volta una sistemazione a ferro di cavallo, analoga ad una piccola cavea teatrale, come in seguito a Mileto (175-164 a.C.).
Il maggiore problema architettonico era rappresentato, come negli ambienti coperti delle sale ipostile del santuario di Eleusi (il Telesterion, destinato ai riti iniziatici) e di Delo, dalla disposizione dei sostegni per il tetto, che dovevano assicurare la copertura di un ambiente sufficientemente vasto e contemporaneamente non ostacolare la visione verso il centro.

## Esempi

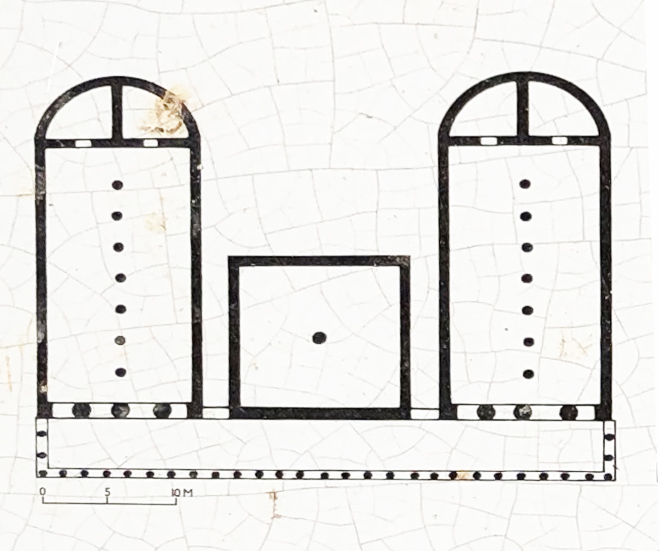
Bouleuterion di Olimpia, pianta

### Bouleuteriadi Olimpia e Delfi
Nel santuario di Olimpia (Peloponneso) una sala per riunioni che ospitava probabilmente il senato eleo, organizzatore dei giochi olimpici, venne edificata nel VI secolo a.C. Era costituita da un ambiente rettangolare allungato, diviso in due navate da una fila di sette colonne, in cui probabilmente i sedili di legno si disponevano lungo le pareti, e da un secondo ambiente ad abside ad una estremità, diviso in due da un muro. Nel V secolo fu aggiunto un secondo edificio identico al primo e nell'area scoperta intermedia fu collocata una statua di Zeus Horkeios, presso cui giuravano gli atleti e i giudici di gara. Nel IV secolo i due edifici e l'area scoperta con la statua ricevettero un'unica facciata con un portico di 27 colonne ioniche.
Una sala per riunioni di forma rettangolare e con sedili probabilmente in legno fu costruita, sempre nel VI secolo a.C., anche nel santuario di Delfi, identificata soprattutto per mezzo delle iscrizioni.

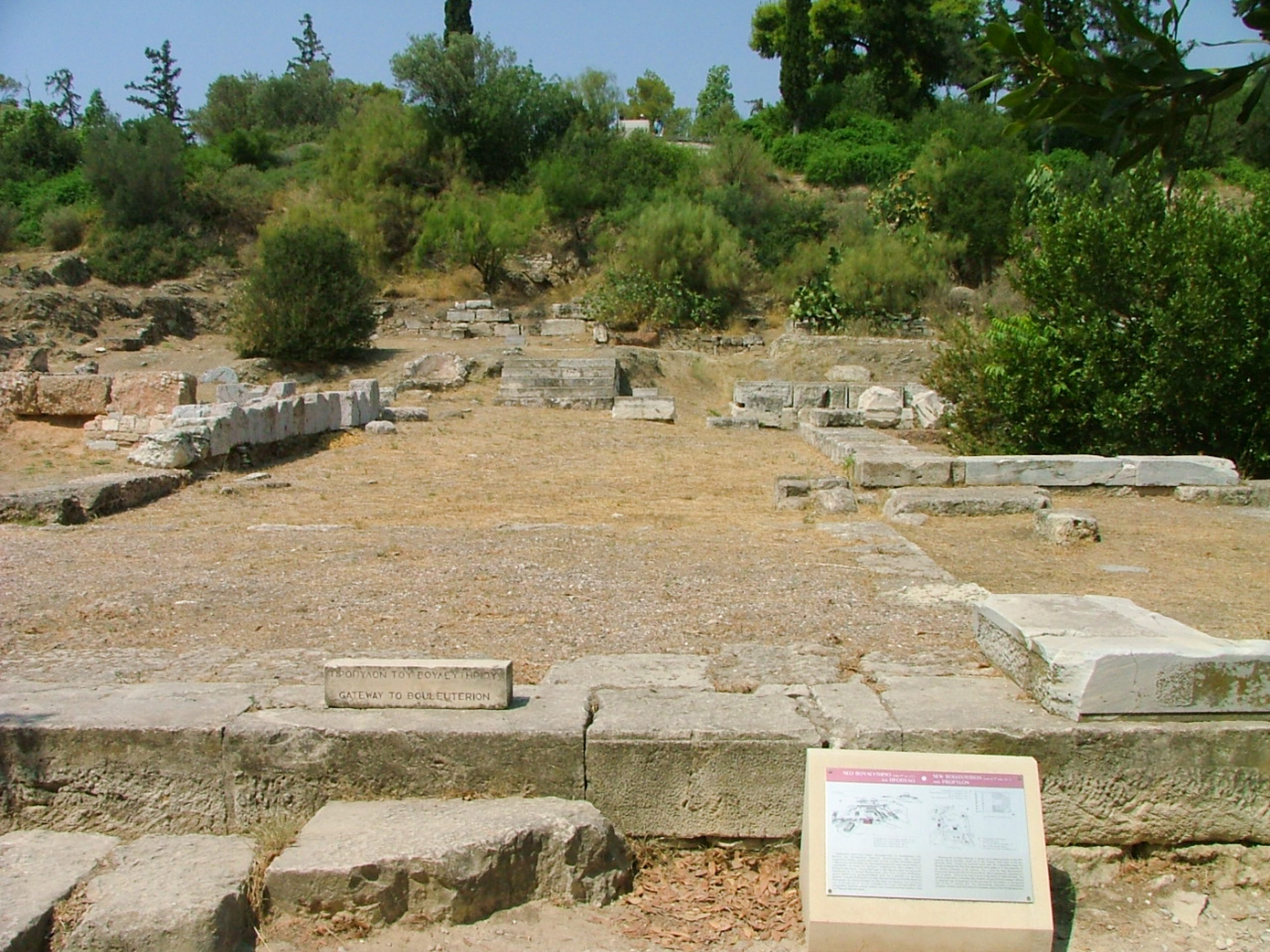
resti del Bouleuteria di Atene

### Bouleuteriadi Atene
Ad Atene l'edificio più antico, datato all'epoca della riforma di Clistene (508-507 a.C.), fu di forma quadrata (23 m di lato), diviso in due ambienti attraverso un muro divisionale con un ambiente antistante allo spazio di riunione dei Bouleuti. Per accedere alla struttura intera c'era un porticato di ordine dorico, l'edificio risultava collegato con il primo Metroon.
Tra il 415 e il 406 a.C. venne costruito per la Medesima funzione un nuovo edificio ad ovest del precedente, di forma rettangolare e spianando parte della collina del Colonos Agoraios, con sedili disposti a ferro di cavallo. Contemporaneamente l'edificio più antico venne utilizzato prevalentemente come archivio, diventando in seguito il Metroon, santuario dedicato a Rea, madre degli dei olimpici, e solo nel 140 a.C. venne sostituito da una nuova costruzione.

### Bouleuteriondi Dodona (Grecia settentrionale)
A Dodona il bouleuterion, del III secolo a.C., si trova ad est del teatro cittadino, addossato alle pendici della collina e consiste in una vasta sala, preceduta da un porticato dorico. Sul lato di fondo si trovavano sedili tagliati nella roccia, raggiungibili da scalinate sui lati, mentre nel lato di ingresso si trovavano un altare dedicato a Zeus Bouleus e l'urna in pietra per le votazioni. Il tetto era sostenuto da otto colonne ioniche su tre file e da pilastri addossati alle pareti.

### Bouleuteriadi Mileto e Priene (Asia Minore)
Il bouleuterion di Mileto (175-164 a.C.) era collocato tra l'agorà settentrionale e quella meridionale. Era preceduto da un propylon (propileo) con quattro colonne corinzie ed era costituito da un cortile scoperto, circondato su tre lati da un colonnato dorico, e sul lato di fondo di questo dalla sala di riunione, accessibile anche direttamente dall'esterno, dal retro. Qui si trovano 18 file di gradini in pietra disposti a semicerchio. La copertura era sorretta da colonne ioniche su piedistalli, a cui furono più tardi aggiunti sostegni in legno. Poteva ospitare tra le 1 200 e le 1 500 persone.
Il bouleuterion di Priene, della fine del II secolo a.C., situato presso il pritaneo è uno dei meglio conservati. Poteva ospitare circa 700 persone. Si tratta di un edificio di pianta rettangolare, con sedili, in parte scavati nella roccia e disposti su tre lati a π, con al centro un altare. La copertura era sorretta da pilastri che bordavano all'esterno la zona dei gradini: tra questi e le pareti erano un corridoio e scale che permettevano l'accesso ai posti.

### Bouleuteriain Sicilia

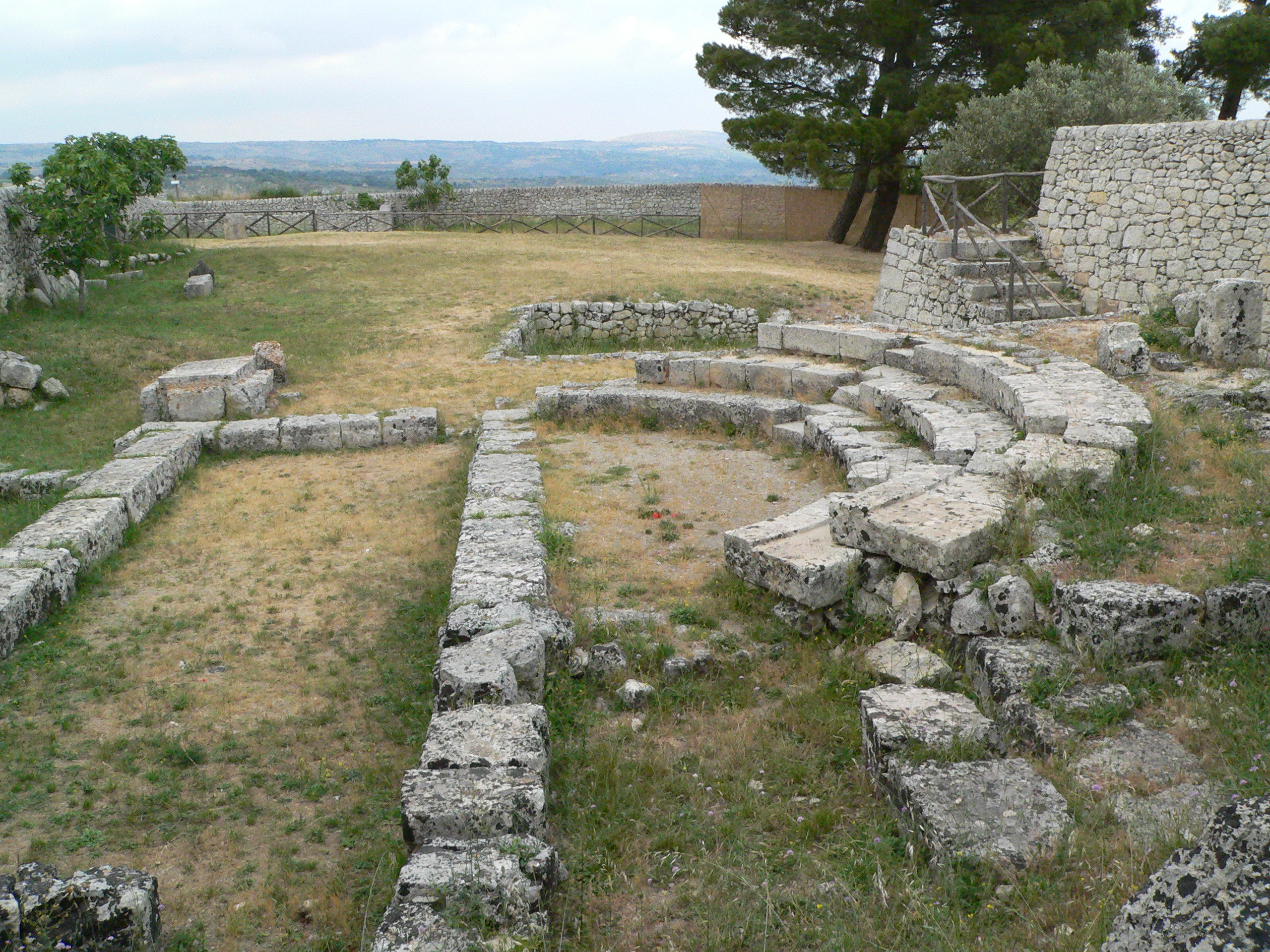
Bouleuterion di Akrai

Il bouleuterion della colonia greca di Akrai (Palazzolo Acreide, in Sicilia), datato alla seconda metà del II secolo a.C., è collocato presso il teatro cittadino, al quale era collegato da un passaggio sotterraneo e nel quale si svolgevano le assemblee cittadine (ekklesia) e funzionava pertanto come ekklesiastèrion. Comprende tre file di sedili in pietra, disposte a ferro di cavallo, divise in tre settori, e poteva ospitare circa 100 persone.
In Sicilia sono conservati resti di bouleuteria anche ad Agrigento, Morgantina, Segesta, Solunto, Taormina.